# Creu de terme del Niceta
La Creu de terme del Niceta és una creu de terme de Santa Coloma de Queralt, situada gairebé tocant a la masia del Niceta i al peu del camí ral de Cervera, a l'encreuament dels camins de Santa Coloma, Rauric i Montargull. Està inclosa a l'Inventari del Patrimoni Arquitectònic de Catalunya.

## Descripció
La base consta de dos nivells: l'inferior és circular i el superior és octogonal. El fust de pedra, octavat, pertany a la construcció original. El capitell està molt desgastat i no permet reconèixer les figures. Al seu damunt hi ha una creu de ferro.

## Història
Segons Roman Ramon, originàriament es deia Creu del Carlà i està datada del segle xiii, quan aquest càrrec a Santa Coloma era ocupat per la família Requesens. Ramon també apunta que les representacions del capitell corresponien a sants de les parròquies veïnes: santa Coloma, sant Jaume, sant Vicenç i sant Magí.
Va ser enderrocada el 1932 (22 d'abril segons una font, 21 de maig segons una altra), i restaurada l'any 1947. Podria ser del segle xiv o XV. La documentació més antiga trobada és de 1718, sobre pregàries per pluja i de les processons, a les cinc creus de Terme de Santa Coloma de Queralt, que es feren.